# Seznam lihtenštajnskih tenisačev
Seznam lihtenštajnskih tenisačev.

## D
- Kathinka von Deichmann

## N
- Marina Novak

## S
- Angelika Schädler

## V
- Stephanie Vogt